# Axonopus eminens
Axonopus eminens là một loài thực vật có hoa trong họ Hòa thảo. Loài này được (Nees) G.A.Black mô tả khoa học đầu tiên năm 1963.